# Tajik League 2011
De Tajik League 2011 is het twintigste seizoen van het voetbalkampioenschap van Tadzjikistan (Ligai olii Toçikiston).
Het hoogste niveau bestaat uit elf voetbalclubs en er wordt gevoetbald van het voorjaar tot en met het najaar. Titelhouder van vorige seizoen is Istiqlol Dushanbe.

## Teams
| Team                    | Locatie      | Stadion                        | Capaciteit |
| ----------------------- | ------------ | ------------------------------ | ---------- |
| CSKA Pamir Dushanbe     | Dushanbe     | Central Republican Stadium     | 24.000     |
| Energetik Dushanbe      | Dushanbe     | Central Republican Stadium     | 24.000     |
| Guardia Dushanbe        | Dushanbe     | Stadion Politekhnikum          | 2.000      |
| Istiklol                | Dushanbe     | Central Republican Stadium     | 24.000     |
| Khayr Vahdat            | Vahdat       | Khair Stadium                  | 8.000      |
| Khujand                 | Khujand      | 20-Letie Nezavisimostistadion  | 25.000     |
| Parvoz Bobojon Ghafurov | Ghafurov     | Furudgoh Stadium               | 5.000      |
| Ravshan Kulob           | Kulob        | Kulob Central Stadium          | 20.000     |
| Regar-TadAZ             | Tursunzoda   | Stadium Metallurg 1st District | 10.000     |
| Shodmon Ghissar         | Hisor        | ?                              |            |
| Vakhsh Qurghonteppa     | Qurghonteppa | Tsentralnyi Stadium            | 10.000     |

## Stand
| Pos | Team                  | Wed | W  | G | V  | Ptn | DV  | DT  | +/−  | Kwalificatie of degradatie |
| --- | --------------------- | --- | -- | - | -- | --- | --- | --- | ---- | -------------------------- |
| 1   | Istiqlol Dushanbe (C) | 40  | 35 | 3 | 2  | 108 | 130 | 16  | +114 | AFC President's Cup 2012   |
| 2   | Regar-TadAZ           | 40  | 30 | 5 | 5  | 95  | 108 | 29  | +79  |                            |
| 3   | Ravshan Kulob         | 40  | 29 | 2 | 9  | 89  | 78  | 38  | +40  |                            |
| 4   | Energetik Dushanbe    | 40  | 21 | 3 | 16 | 66  | 78  | 64  | +14  |                            |
| 5   | Khayr Vahdat FK       | 40  | 17 | 3 | 20 | 54  | 61  | 59  | +2   |                            |
| 6   | SKA-Pamir Dushanbe    | 40  | 16 | 4 | 20 | 52  | 65  | 69  | −4   |                            |
| 7   | FK Khujand            | 40  | 15 | 6 | 19 | 51  | 56  | 72  | −16  |                            |
| 8   | Vakhsh                | 40  | 15 | 5 | 20 | 50  | 43  | 51  | −8   |                            |
| 9   | Parvoz                | 40  | 12 | 4 | 24 | 40  | 45  | 76  | −31  |                            |
| 10  | Shodmon Ghissar       | 40  | 7  | 2 | 31 | 23  | 44  | 115 | −71  |                            |
| 11  | Guardia Dushanbe      | 40  | 3  | 3 | 34 | 12  | 32  | 151 | −119 |                            |

## Topscores
| Rank | Spelers      | Club               | Doelpunten |
| ---- | ------------ | ------------------ | ---------- |
| 1    | Yusuf Rabiev | Istiklol Doesjanbe | 32         |

1992 · 1993 · 1994 · 1995 · 1996 · 1997 · 1998 · 1999 · 2000 · 2001 · 2002 · 2003 · 2004 · 2005 · 2006 · 2007 · 2008 · 2009 · 2010 · 2011 · 2012 · 2013 · 2014 · 2015 · 2016 · 2017 · 2018 · 2019 · 2020 · 2021 · 2022 · 2023 · 2024 · 2025
Chatlon · 
Choedzjand ·
CSKA Pomir · 
Doesjanbe-83 · 
Fajzdjand · 
Istaravshan · 
Istiklol · 
Koektosj Rudaki · 
Lokomotiv Pomir · 
Regar-TadAZ